# Galium bullatum
Galium bullatum är en måreväxtart som beskrevs av Vladimir Ippolitovich Lipsky. Galium bullatum ingår i släktet måror, och familjen måreväxter. Inga underarter finns listade i Catalogue of Life.